# Temporada de tennis 2025
Selecció dels principals esdeveniments tennístics de l'any 2025 en categoria masculina, femenina i per equips.

## Federació Internacional de Tennis

### Grand Slams
Open d'Austràlia
| Categoria          | Campions/es                        | Finalistes                          | Resultat             |
| ------------------ | ---------------------------------- | ----------------------------------- | -------------------- |
| Individual masculí | Jannik Sinner                      | Alexander Zverev                    | 6−3, 7−6(4), 6−3     |
| Individual femení  | Madison Keys                       | Arina Sabalenka                     | 6−3, 2−6, 7−5        |
| Dobles masculins   | Harri Heliövaara Henry Patten      | Simone Bolelli Andrea Vavassori     | 6−7(16), 7−6(5), 6−3 |
| Dobles femenins    | Kateřina Siniaková Taylor Townsend | Hsieh Su-wei Jeļena Ostapenko       | 6−2, 6−7(4), 6−3     |
| Dobles mixts       | Olivia Gadecki John Peers          | Kimberly Birrell John-Patrick Smith | 3−6, 6−4, [10−6]     |

Roland Garros
| Categoria          | Campions/es                        | Finalistes                      | Resultat                            |
| ------------------ | ---------------------------------- | ------------------------------- | ----------------------------------- |
| Individual masculí | Carlos Alcaraz                     | Jannik Sinner                   | 4−6, 7−6(4), 4−6, 7−6(3), 7−6(10−2) |
| Individual femení  | Coco Gauff                         | Arina Sabalenka                 | 6−7(5), 6−2, 6−4                    |
| Dobles masculins   | Marcel Granollers Horacio Zeballos | Joe Salisbury Neal Skupski      | 6−0, 6−7(5), 7−5                    |
| Dobles femenins    | Sara Errani Jasmine Paolini        | Anna Danilina Aleksandra Krunić | 6−4, 2−6, 6−1                       |
| Dobles mixts       | Sara Errani Andrea Vavassori       | Taylor Townsend Evan King       | 6−4, 6−2                            |

Wimbledon
| Categoria          | Campions/es                          | Finalistes                    | Resultat           |
| ------------------ | ------------------------------------ | ----------------------------- | ------------------ |
| Individual masculí | Jannik Sinner                        | Carlos Alcaraz                | 4−6, 6−4, 6−4, 6−4 |
| Individual femení  | Iga Świątek                          | Amanda Anisimova              | 6−0, 6−0           |
| Dobles masculins   | Julian Cash Lloyd Glasspool          | Rinky Hijikata David Pel      | 6−2, 7−6(3)        |
| Dobles femenins    | Veronika Kudermétova · Elise Mertens | Hsieh Su-wei Jeļena Ostapenko | 3−6, 6−2, 6−4      |
| Dobles mixts       | Kateřina Siniaková Sem Verbeek       | Luisa Stefani Joe Salisbury   | 7−6(3), 7−6(3)     |

US Open
| Categoria          | Campions/es | Finalistes | Resultat |
| ------------------ | ----------- | ---------- | -------- |
| Individual masculí |             |            |          |
| Individual femení  |             |            |          |
| Dobles masculins   |             |            |          |
| Dobles femenins    |             |            |          |
| Dobles mixts       |             |            |          |

### United Cup

#### Fase de grups
| Grup | Primer       | Primer | Primer | Primer | Segon           | Segon | Segon | Segon | Tercer    | Tercer | Tercer | Tercer |
| Grup | País         | E      | P      | S      | País            | E     | P     | S     | País      | E      | P      | S      |
| ---- | ------------ | ------ | ------ | ------ | --------------- | ----- | ----- | ----- | --------- | ------ | ------ | ------ |
| A    | Estats Units | 2−0    | 5−1    | 11−2   | Canadà          | 1−1   | 3−3   | 7−7   | Croàcia   | 0−2    | 1−5    | 2−11   |
| B    | Polònia      | 2−0    | 4−2    | 9−5    | Txèquia         | 1−1   | 3−3   | 7−7   | Noruega   | 0−2    | 2−4    | 5−9    |
| C    | Kazakhstan   | 2−0    | 5−1    | 10−4   | Grècia          | 1−1   | 2−4   | 5−10  | Espanya   | 0−2    | 2−4    | 7−8    |
| D    | Itàlia       | 2−0    | 6−0    | 12−1   | Suïssa          | 1−1   | 2−4   | 4−8   | França    | 0−2    | 1−5    | 3−10   |
| E    | Alemanya     | 2−0    | 5−1    | 11−4   | R.P. de la Xina | 1−1   | 4−2   | 9−6   | Brasil    | 0−2    | 0−6    | 2−12   |
| F    | Regne Unit   | 1−1    | 3−3    | 7−6    | Austràlia       | 1−1   | 3−3   | 6−6   | Argentina | 1−1    | 3−3    | 6−7    |

#### Quadre
|  | Quarts de final            | Quarts de final | Quarts de final            |                            |              | Semifinals | Semifinals                 | Semifinals |   |  | Final | Final | Final |
|  |                            |                 |                            |                            |              |            |                            |            |   |  |       |       |       |
|  | Perth, 1 de gener de 2025  |                 |                            |                            |              |            |                            |            |   |  |       |       |       |
|  |                            | Kazakhstan      | 2                          |                            |              |            |                            |            |   |  |       |       |       |
|  |                            | Kazakhstan      | 2                          | Sydney, 4 de gener de 2025 |              |            |                            |            |   |  |       |       |       |
|  |                            | Alemanya        | 1                          |                            |              |            |                            |            |   |  |       |       |       |
|  |                            | Alemanya        | 1                          |                            | Kazakhstan   | 0          |                            |            |   |  |       |       |       |
|  | Sydney, 2 de gener de 2025 |                 |                            |                            | Kazakhstan   | 0          |                            |            |   |  |       |       |       |
|  |                            |                 | Polònia                    | 3                          |              |            |                            |            |   |  |       |       |       |
|  |                            | Polònia         | Polònia                    | 3                          | 3            |            |                            |            |   |  |       |       |       |
|  |                            | Polònia         |                            |                            | 3            |            | Sydney, 5 de gener de 2025 |            |   |  |       |       |       |
|  |                            | Regne Unit      | 0                          |                            |              |            |                            |            |   |  |       |       |       |
|  |                            |                 |                            |                            |              |            |                            | Polònia    | 0 |  |       |       |       |
|  | Perth, 1 de gener de 2025  |                 |                            |                            |              |            |                            | Polònia    | 0 |  |       |       |       |
|  |                            |                 | Estats Units               | 2                          |              |            |                            |            |   |  |       |       |       |
|  |                            | Estats Units    | Estats Units               | 2                          | 3            |            |                            |            |   |  |       |       |       |
|  |                            | Estats Units    | Sydney, 4 de gener de 2025 |                            | 3            |            |                            |            |   |  |       |       |       |
|  |                            | R.P. de la Xina | 0                          |                            |              |            |                            |            |   |  |       |       |       |
|  |                            | R.P. de la Xina | 0                          |                            | Estats Units | 3          |                            |            |   |  |       |       |       |
|  | Sydney, 3 de gener de 2025 |                 |                            |                            | Estats Units | 3          |                            |            |   |  |       |       |       |
|  |                            |                 | Txèquia                    | 0                          |              |            |                            |            |   |  |       |       |       |
|  |                            | Itàlia          | Txèquia                    | 0                          | 1            |            |                            |            |   |  |       |       |       |
|  |                            | Itàlia          |                            |                            | 1            |            |                            |            |   |  |       |       |       |
|  |                            | Txèquia         | 2                          |                            |              |            |                            |            |   |  |       |       |       |

#### Final
| · Polònia · 0 | Ken Rosewall Arena, Sydney, Austràlia 5 de gener de 2025 Dura interior | Ken Rosewall Arena, Sydney, Austràlia 5 de gener de 2025 Dura interior | · Estats Units · 2 |     |      |             |
| \| \| \| \| 1 \| 2 \| 3 \| \| \| - \| ---------------------- \| ------------------------------------------------------ \| --- \| --- \| ---- \| ----------- \| \| 1 \| Polònia · Estats Units \| Iga Świątek Coco Gauff \| 4 6 \| 4 6 \| \| \| \| 2 \| Polònia · Estats Units \| Hubert Hurkacz Taylor Fritz \| 4 6 \| 6 5 \| 64 7 \| \| \| 3 \| Polònia · Estats Units \| Iga Świątek / Hubert Hurkacz Coco Gauff / Taylor Fritz \| \| \| \| no disputat \| |                                                                        |                                                                        |                    |     |      |             |
| |                                                                        |                                                                        | 1                  | 2   | 3    |             |
| 1 | Polònia · Estats Units                                                 | Iga Świątek Coco Gauff                                                 | 4 6                | 4 6 |      |             |
| 2 | Polònia · Estats Units                                                 | Hubert Hurkacz Taylor Fritz                                            | 4 6                | 6 5 | 64 7 |             |
| 3 | Polònia · Estats Units                                                 | Iga Świątek / Hubert Hurkacz Coco Gauff / Taylor Fritz                 |                    |     |      | no disputat |

| United Cup 2025            |
| -------------------------- |
| Estats Units · Segon títol |

## ATP Tour

### ATP Tour Masters 1000
| Torneig      | Individual     | Individual      | Individual     | Dobles                             | Dobles                          | Dobles               |
| Torneig      | Campió         | Finalista       | Resultat       | Campions                           | Finalistes                      | Resultat             |
| ------------ | -------------- | --------------- | -------------- | ---------------------------------- | ------------------------------- | -------------------- |
| Indian Wells | Jack Draper    | Holger Rune     | 6−2, 6−2       | Marcelo Arévalo Mate Pavić         | Sebastian Korda Jordan Thompson | 6−3, 6−4             |
| Miami        | Jakub Menšík   | Novak Đoković   | 7−6(4), 7−6(4) | Marcelo Arévalo Mate Pavić         | Julian Cash Lloyd Glasspool     | 7−6(3), 6−3          |
| Montecarlo   | Carlos Alcaraz | Lorenzo Musetti | 3−6, 6−1, 6−0  | Romain Arneodo Manuel Guinard      | Julian Cash Lloyd Glasspool     | 1−6, 7−6(8), [10−8]  |
| Madrid       | Casper Ruud    | Jack Draper     | 7−5, 3−6, 6−4  | Marcel Granollers Horacio Zeballos | Marcelo Arévalo Mate Pavić      | 6−4, 6−4             |
| Roma         | Carlos Alcaraz | Jannik Sinner   | 7−6(5), 6−1    | Marcelo Arévalo Mate Pavić         | Sadio Doumbia Fabien Reboul     | 6−4, 6−7(6), [13−11] |
| Montreal     |                |                 |                |                                    |                                 |                      |
| Cincinnati   |                |                 |                |                                    |                                 |                      |
| Xangai       |                |                 |                |                                    |                                 |                      |
| París        |                |                 |                |                                    |                                 |                      |

## WTA Tour

### WTA 1000
| Torneig      | Individual       | Individual       | Individual    | Dobles                             | Dobles                               | Dobles                |
| Torneig      | Campiona         | Finalista        | Resultat      | Campiones                          | Finalistes                           | Resultat              |
| ------------ | ---------------- | ---------------- | ------------- | ---------------------------------- | ------------------------------------ | --------------------- |
| Doha         | Amanda Anisimova | Jeļena Ostapenko | 6−4, 6−4      | Sara Errani Jasmine Paolini        | Jiang Xinyu Wu Fang-hsien            | 7−5, 7−6(10)          |
| Dubai        | Mirra Andreeva   | Clara Tauson     | 7−6(1), 6−1   | Kateřina Siniaková Taylor Townsend | Hsieh Su-wei Jeļena Ostapenko        | 7−6(5), 6−4           |
| Indian Wells | Mirra Andreeva   | Arina Sabalenka  | 2−6, 6−4, 6−3 | Asia Muhammad Demi Schuurs         | Tereza Mihalíková Olivia Nicholls    | 6−2, 7−6(4)           |
| Miami        | Arina Sabalenka  | Jessica Pegula   | 7−5, 6−2      | Mirra Andreeva · Diana Shnaider    | Cristina Bucșa Miyu Kato             | 6−3, 6−7(5), [10−2]   |
| Madrid       | Arina Sabalenka  | Coco Gauff       | 6−3, 7−6(3)   | Sorana Cîrstea · Anna Kalinskaya   | Veronika Kudermétova · Elise Mertens | 6−7(10), 6−2, [12−10] |
| Roma         | Jasmine Paolini  | Coco Gauff       | 6−4, 6−2      | Sara Errani Jasmine Paolini        | Veronika Kudermétova · Elise Mertens | 6−4, 7−5              |
| Toronto      |                  |                  |               |                                    |                                      |                       |
| Cincinnati   |                  |                  |               |                                    |                                      |                       |
| Pequín       |                  |                  |               |                                    |                                      |                       |
| Wuhan        |                  |                  |               |                                    |                                      |                       |